# Tirangites
Els tirangites (llatí Tyrangitae, grec Τυραγγεῖται, τυραγγέται, o Τυρεγέται), que vol dir els getes de Tyras, foren un poble de la Sarmàcia europea de la regió del riu Tyras, propers als Harpis i als Tagris, que vivien a la Baixa Mèsia.